# 汪凤瀛

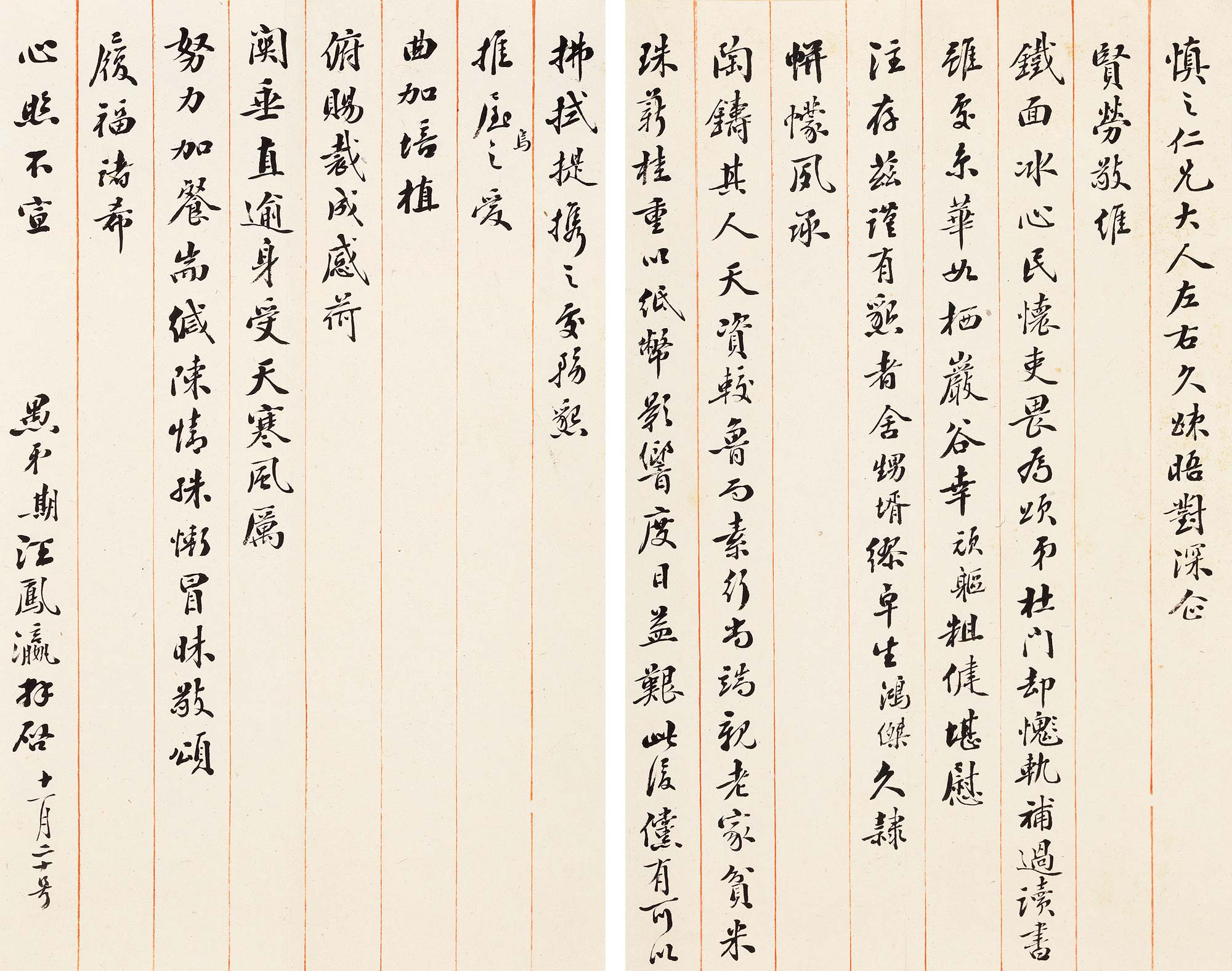
汪凤瀛信札

汪凤瀛（1854年—1925年2月8日），字志澄，号荃台，祖籍江苏元和，是晚清时期张之洞的重要幕僚。

## 生平
汪凤瀛出生苏州元和汪氏家族，父亲为汪亮钧。早年曾就读于江阴南菁书院，师从大儒黄以周。光绪十一年（1885年）被选为乙酉科拔贡。光绪十七年（1891年）随哥哥汪凤藻一同出使日本。光绪二十年（1894年）回国，以知府分发湖北。光绪二十三年（1897年）起，出任时任湖广总督张之洞的总文案。光绪二十六年（1900年）起又任洋务文案。他还曾任张之洞创办的自强学堂（武汉大学前身）、湖北农务学堂提调。此后又担任过常德知府、武昌知府及长沙知府。中华民国成立后袁世凯请他出任政府高等顾问。民国三年（1914年）任高等文官甄别委员会委员。民国四年（1915年），他反对袁世凯称帝，曾作《致筹安会与杨度论国体书》。民國七年（1918）作《救亡論》一書,闡述政治理想。 1925年逝世。

## 家庭
他与兄弟汪凤池、汪凤藻、汪凤梁皆为清末知府，时有“一家四知府”之称。
汪凤瀛共育有八子，分别为汪荣宝、汪乐宝、汪东（汪东宝）、汪季琦（汪楚宝）、汪桢宝、汪衡（汪椿宝）、汪松宝、汪敏之（汪相宝）。另有女儿汪梅未（汪春绮）、汪梅梧。其中长女梅未是陈衡恪之妻。